# Pietro Coppo

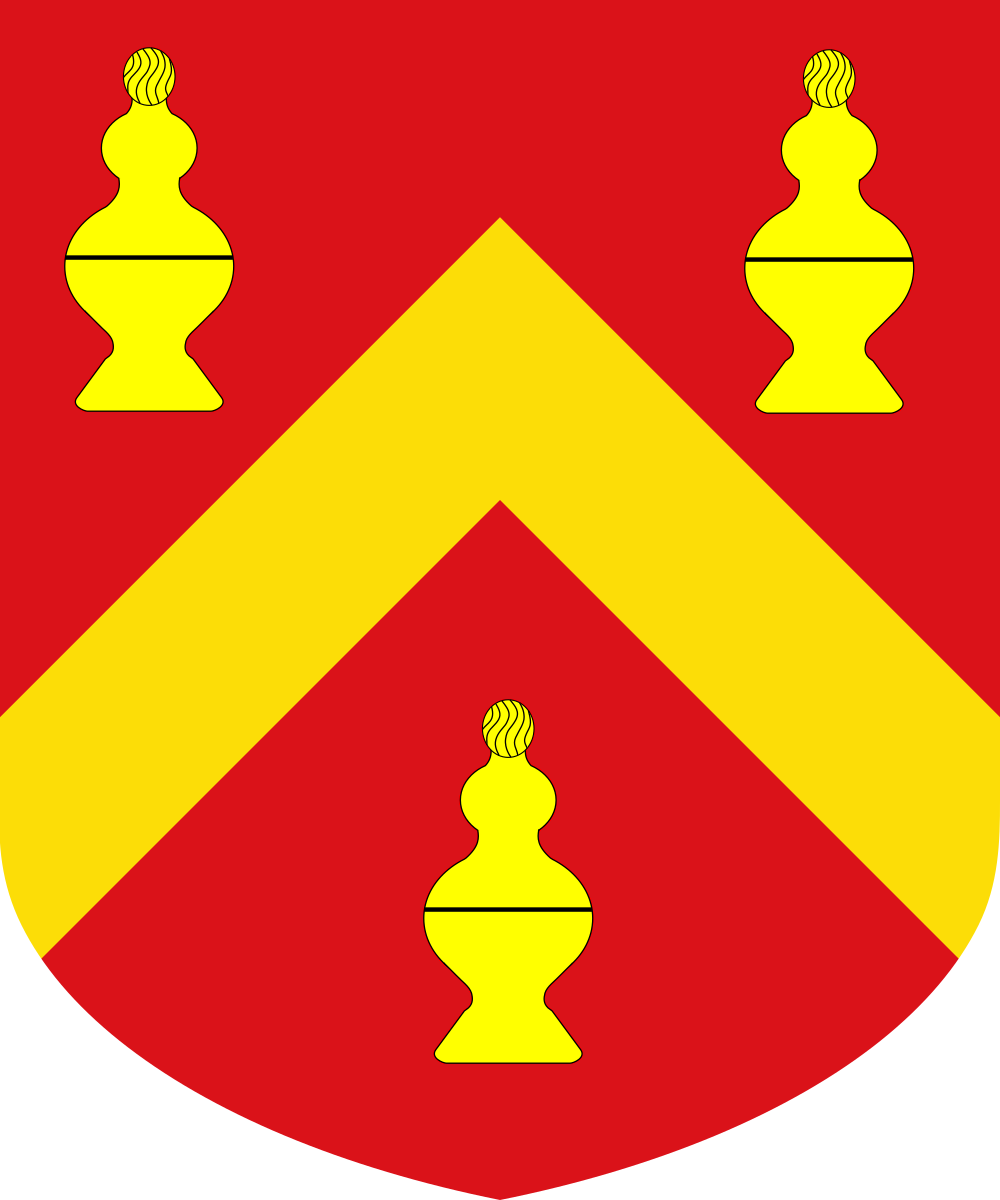
Stemma famiglia Coppo

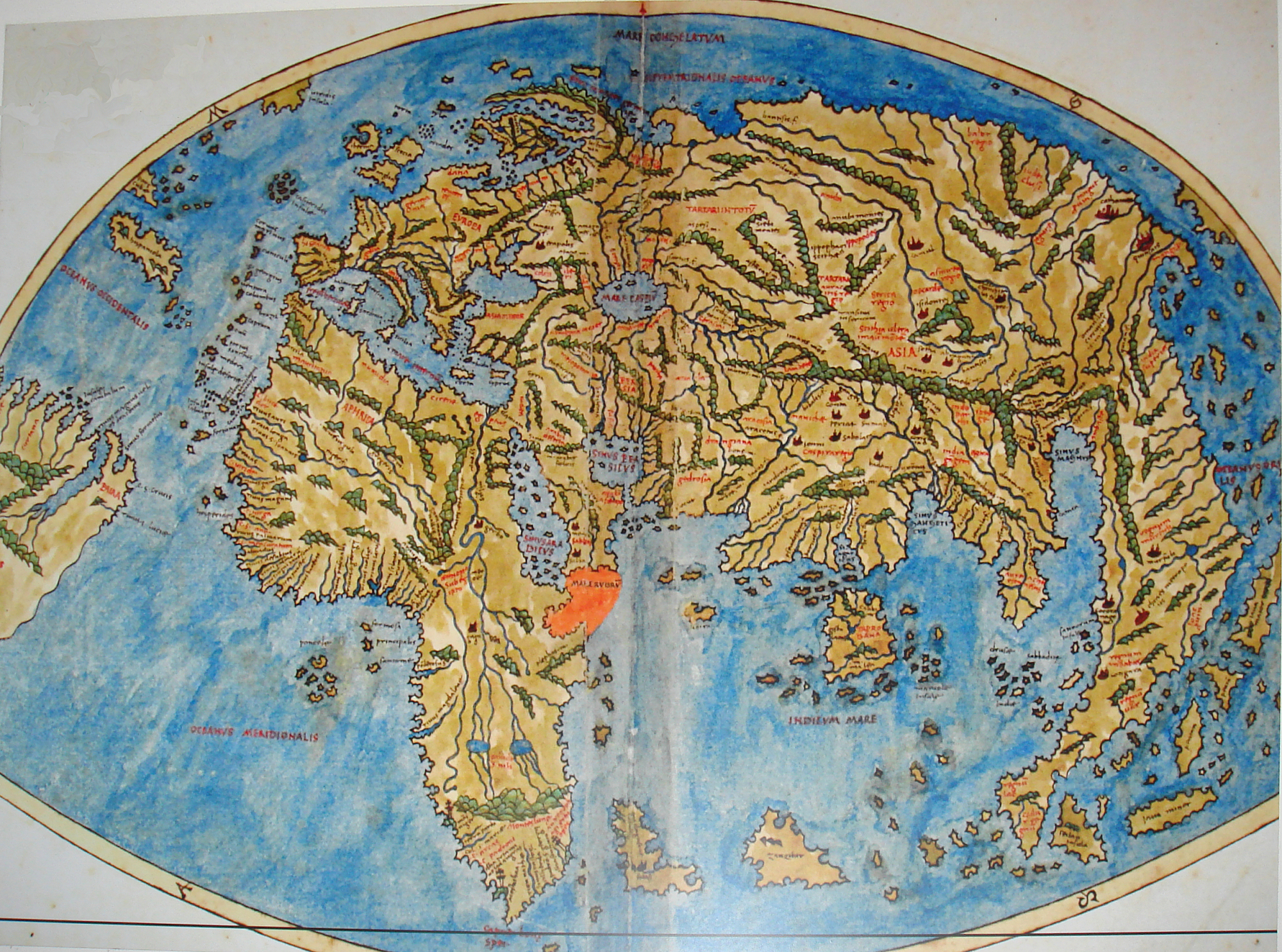
Planisfero di Pietro Coppo stampato a Venezia nel 1520.

Pietro Coppo (Venezia, 1470 – Isola d'Istria, 1555) è stato un geografo e cartografo italiano.

## Biografia
È particolarmente noto per l'opera, del 1520, De toto orbe, una descrizione assai precisa del mondo conosciuto all'epoca, con preziose mappe geografiche.
Autore inoltre di un Portolano (1528) e della prima esatta descrizione dell'Istria (Del Sito de l'Istria).
A Pietro Coppo è dedicata la scuola media della minoranza italiana a Isola d'Istria e il parco dello stesso comune.